# Mir
Mir — це дисплейний сервер для операційних систем на базі Linux, що знаходився в розробці Canonical Ltd. Планувалося замінити ним X Window System в Ubuntu.

## Зноски
1. ↑  Mir:readme. Ubuntu. Архів оригіналу за 28 червня 2013. Процитовано 9 червня 2013. [Архівовано 2014-09-28 у Wayback Machine.]
2. ↑  MirSpec – Ubuntu Wiki. Wiki.ubuntu.com. Архів оригіналу за 6 березня 2013. Процитовано 6 березня 2013.
3. ↑  Canonical reveals plans to launch Mir display server – Update – The H Open: News and Features. H-online.com. 24 лютого 2013. Архів оригіналу за 28 червня 2013. Процитовано 6 березня 2013.
4. ↑  Brodkin, Jon (17 травня 2012). Ubuntu dumps X window system, creates replacement for PC and mobile. Ars Technica. Архів оригіналу за 28 червня 2013. Процитовано 6 березня 2013.